# Його музична кар'єра
«Його́ музи́чна кар'є́ра» (англ. His Musical Career) — короткометражний комедійний фільм 1914 року за участі Чарлі Чапліна.

## Сюжет
Чарлі влаштовується вантажником в магазин музичних інструментів. Незабаром він і його колега Мак отримують завдання доставити піаніно містеру Богачу і забрати інструмент у містера Бідняка. Зануривши піаніно на повозку, вони вирушають в дорогу, однак плутають адреси і роблять все навпаки.

## У ролях
- Чарльз Чаплін — вантажник
- Мак Свейн — вантажник
- Фріц Шод — містер Богач
- Сесіль Арнольд — місіс Богач
- Чарлі Чейз — власник магазина
- Френк Гейз — містер Бідняк
- Гелен Карратерс — місіс Бідняк
- Біллі Гілберт — продавець в магазині
- Вільям Гаубер — слуга